# Gaddesden Place
Gaddesden Place, près de Hemel Hempstead dans le Hertfordshire, en Angleterre, est un monument classé, conçu par l'architecte James Wyatt et construit entre 1768 et 1773, et est la maison de la famille Halsey.
La maison est située dans une position élevée surplombant la vallée de Gade et on dit qu'elle bénéficie de l'une des plus belles vues des Home Counties.

## Histoire
Les Halsey s'installent à Great Gaddesden en 1458 et deviennent plus tard locataires du presbytère de Gaddesden jusqu'au 12 mars 1545. Lorsque le roi Henri VIII dissous les monastères pendant la Réforme, il accorde le domaine du prieuré de King's Langley à William Hawes (ou Halsey, également Chambers) .
La résidence de la famille Halsey se trouve au Golden Parsonage, un manoir du XVIe siècle situé à Gaddesden Row. Thomas Halsey (1731 - 1788), le député construit un nouveau manoir, Gaddesden Place, selon la conception de Wyatt  environ un mile au sud-ouest du Golden Parsonage. En 1774, la famille déménage à Gaddesden Place et le Golden Parsonage est partiellement démoli. En 1788, Thomas Halsey meurt, laissant le domaine à sa seule fille survivante, Sarah. Elle épouse Joseph Thompson Whately, et il adopte le nom et les armoiries de Halsey .
Gaddesden Place est détruit par un incendie le 1er février 1905 et est ensuite reconstruit en 1908 par Cole A. Adams. Les arcades du quadrant et les pavillons nord et sud sont démolis en 1955 et 1963 à cause de la pourriture sèche .
Le bâtiment est acheté en 1984 par l'entrepreneur en technologie Charles Moir, fondateur de la société de logiciels Computer Concepts, maintenant connue sous le nom de Xara. Depuis lors, Gaddesden Place est le siège de Xara Group Ltd. En 2007, Xara est rachetée par la société allemande de logiciels Magix .

## Architecture

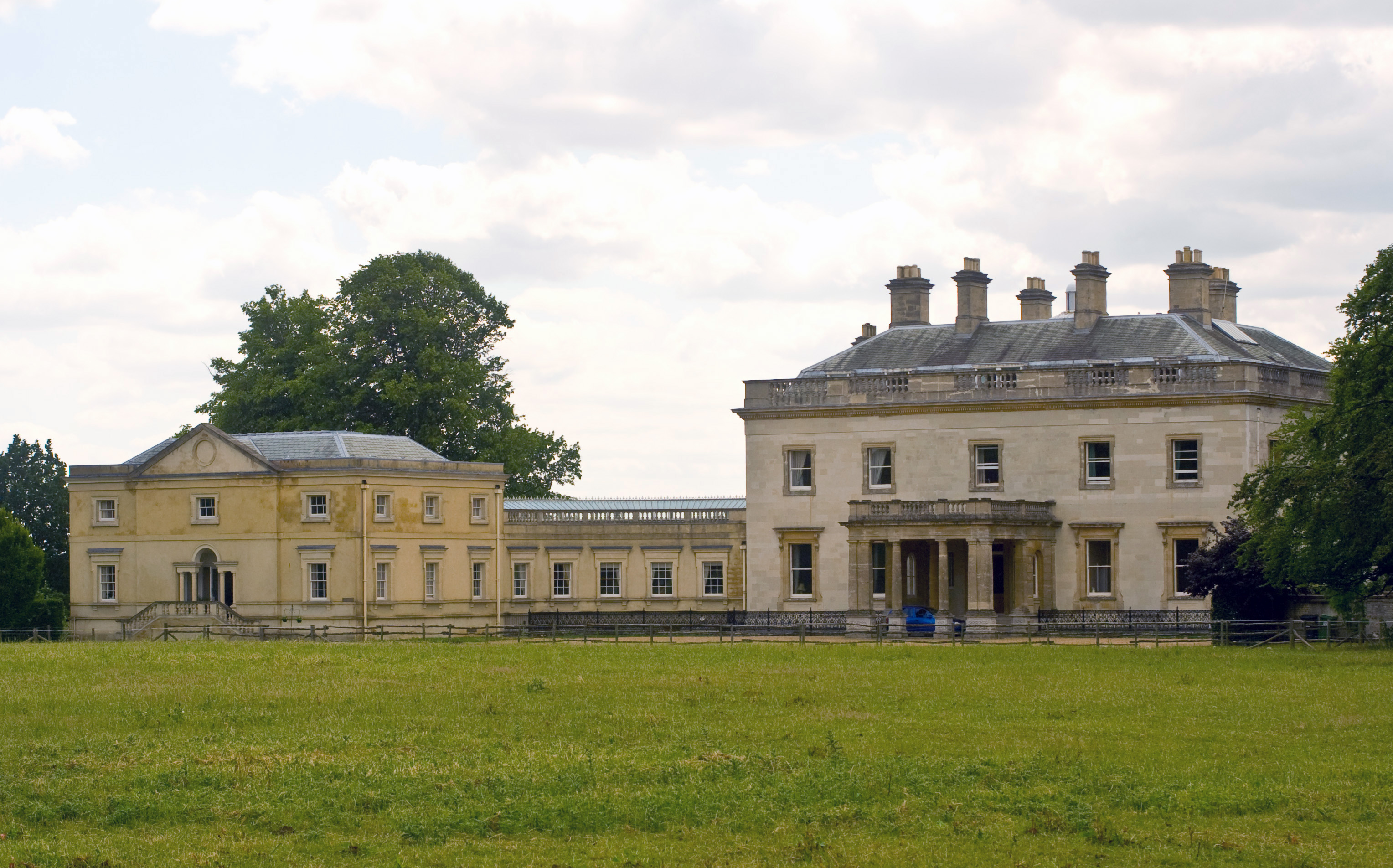
Le côté nord de Gaddesden Place avec l'entrée principale et l'aile est

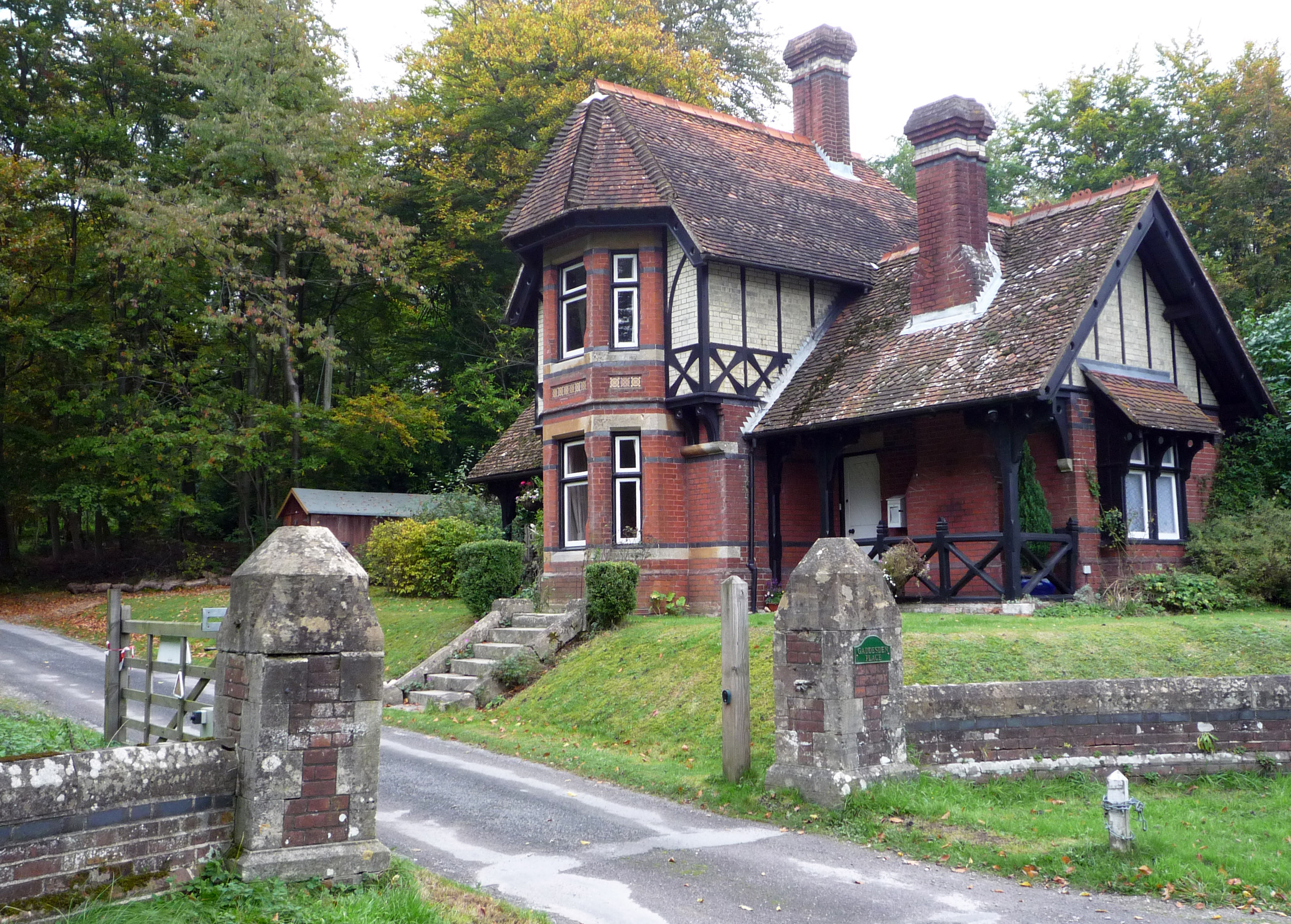
Maison de gardien de Gaddesden Place

Gaddesden Place est un bâtiment classé Grade II* et est un exemple remarquable de l'architecture palladienne. On dit que c'est la première œuvre de Wyatt et représente sa conformité au début de sa carrière active à la tradition palladienne anglaise.
Il dispose d'une entrée entourée d'une Porte cochère du XIXe siècle. Du côté sud, dominant la vallée, se trouve un grand portique central de cinq travées (reconstruit en 1905) soutenu par des colonnes ioniques. Une véranda semi-circulaire distinctive de plain-pied, ajoutée en 1891, est reliée à une aile extérieure dotée de fenêtres vénitiennes .
À l'entrée des motifs sur Lane Red Lion il y a une loge de 1870 à colombages de briques et de Pierre de Bath, Lodge Gatehouse, qui est classé Grade II .
Les jardins paysagers, qui comportent une paire de cèdres de l'Atlas, sont aménagés par Edward Kemp en 1872 .

## Dans la culture populaire
Gaddesden Place et ses terrains sont fréquemment utilisés comme lieux de tournage . La maison est utilisée comme emplacement pour la Villa Diodati dans le film d'horreur de Ken Russell Gothic en 1986, dans lequel Lord Byron (Gabriel Byrne) est avec Mary Shelley (Natasha Richardson) et Percy Bysshe Shelley (Julian Sands).
Il est également apparu dans la série télévisée Inspecteur Lewis ; dans " The Once and Future Ex " épisode de Jeeves et Wooster (1993), en tant que résidence new-yorkaise de Lord Worplesdon; et dans l' épisode de Foyle's War, "Une leçon de meurtre" .
D'autres productions sont tournées à Gaddesden Place : Fanny de Gaslight (1944), A Kiss Before Dying (1991), Little Britain (2000-07), l'épisode de ChuckleVision "The Mystery of Little Under Standing", The Legend of Tarzan ( 2016), La guerre actuelle (2018), Slaughterhouse Rulez (2018) et Holby City (s21e01 2019) .